# 成子大橋
成子大橋（なるこおおはし）は、富山県富山市の神通川に架かる主要地方道立山山田線の橋である。新成子橋とも呼ばれている。
橋の名前は左岸側の地名からとられている。

## 橋データ
- 左岸 - 富山県富山市婦中町成子
- 右岸 - 富山県富山市押上
- 橋の構造 - 鋼桁橋[1]
- 橋長 - 350 m[1]
- 幅員 - 12.5 m[1]
- 車線数 - 2車線[1]
- 総工費 - 27億円[1]

## 歴史
かつては五平の渡し、成子の渡しがあったが、1927年に現大橋の200m上流に初めて架橋し、『成子橋』と命名された。その後洪水の度に流失を繰り返したことから、架橋が繰り返され（1935年1月22日に架け替えられた橋は全長319.5m、幅5.5m、1936年に架け替えられた橋は長さは鉄橋（曲弦ローレン鋼構造橋）部112m、幅員5.5m、木橋部238.7m、幅員3.3mの）、1964年にさらに補強され、鉄橋部176.40m、ピーエスコンクリート部分は182mとなった（幅員5.5mはそのまま）。この橋も老朽化（1978年時点で橋脚をえぐられ傾き、危険な状態になっていた）と県道のバイパス建設のため、現在の橋が1979年に着工、1988年11月1日に竣工した。旧橋は完成翌年の1989年に解体された。

## その他
橋の付近はアユの好漁場となっている。